# Aviron bayonnais (omnisports)
Pour les articles homonymes, voir Aviron bayonnais.
 (août 2024).
Si vous disposez d'ouvrages ou d'articles de référence ou si vous connaissez des sites web de qualité traitant du thème abordé ici, merci de compléter l'article en donnant les références utiles à sa vérifiabilité et en les liant à la section « Notes et références ».
L'Aviron bayonnais est un club omnisports français fondé le 17 août 1904. En 2021, il compte 24 sections.
En 2011, Laurent Irazusta en est élu président, succédant à Philippe Ducasse.

## Histoire
Au cœur de Bayonne, à l'ombre des arcades de pierre du Théâtre, en cette fin août 1904, la colère s'échappe des discussions de groupes de jeunes qui, là, ont pris habitude de se réunir. Ces gens-là sont des rameurs de la Société nautique de Bayonne en butte à l'intransigeance de leurs dirigeants et du président Luis Oyarzun.
La scission est proche. Elle intervient après l'assemblée générale extraordinaire de la S.N.B. du 17 août 1904 qui prononce la radiation d'Adolphe Bernard, un remarquable rameur au bouillant caractère. L'idée de fonder une société nouvelle prend corps. Le mercredi 14 septembre, vingt-huit "révoltés" pénètrent dans le "Café du Théâtre", traversent la salle, faisant fi des consommateurs et des joueurs de cartes. Ils empruntent l'escalier du fond qui les conduit au premier étage. "L'Aviron bayonnais" vient de voir le jour. Son but est la pratique de la rame, ses couleurs, le bleu ciel et blanc. Ainsi en décide l'assemblée générale constitutive dont il n'y a aucun procès-verbal. Mais un bureau est constitué. Sans président, sur proposition de Guillaume Lamothe. Pas question de tomber dans les travers de la S.N.B.. Martin Noblia, le secrétaire le précise d'ailleurs dans le courrier du 28 janvier 1905 demandant l'affiliation à l'Union nautique des Sociétés du Sud-Ouest.
"Conformément à l'article 7 des statuts nous vous donnons ci-après la composition de notre bureau : Secrétaire : M. Noblia - Secrétaire adjoint : Pierre Bargeles - Trésorier : Moumas - Trésorier adjoint Dupere Conservateur du matériel et Chef d'entraînement : Guillaume Lamothe.
Comme vous le remarquez, il n'y a pas de président, chacun en faisant les fonctions en séance à tour de rôle. Cette formation est voulue".
Viennent alors les difficultés naturelles. Il faut trouver d'urgence un local qui puisse abriter les quelques bateaux dont va pouvoir disposer la société nouvelle. Le quartier Saint-Esprit paraît être l'aubaine. Les loyers ne sont pas élevés. Mais la "Terre Sainte" semble trop éloignée à cette époque où les tramways ne franchissent pas l'Adour. Il est décidé alors d'élire domicile sur les bords capricieux de la Nive. Après tout, il suffit de "passer les ponts pour retrouver vite l'Adour avec son cours rectiligne et ses champs d'eau plus étendus".
Guillaume Lamothe finit par trouver l'endroit rêvé, dans le quartier du Petit Bayonne, au 18, rue des Cordeliers. L'immeuble appartient à M. Peres consul d'Italie qui consent à louer le rez-de-chaussée. Le garage donne également sur la rue de l'Arsenal, aujourd'hui, rue Pellet. 
L'Aviron bayonnais y range alors ses premiers bateaux dont certains achetés d'occasion à l'Aviron Agenais.
Mais l'Aviron bayonnais n'en a pas terminé avec les obstacles. Il lui faut maintenant obtenir l'admission à l'Union Nautique des Sociétés du Sud-Ouest qui est rattachée à la Fédération Française des Sociétés d'Aviron.
À sa tête, Luis Oyarzun, qui met tout son poids pour écarter les jeunes Bayonnais. Guillaume Lamothe qui, avec Martin Noblia, représente les bleus et blancs, se fait bon avocat. Et l'Aviron bayonnais, ce 26 février 1905, est la quinzième société admise à l'Union Nautique des Sociétés du Sud-Ouest. Elle va même participer aux travaux du Congrès jusqu'à l'élection du président où Luis Oyarzun est renversé d'une voix (8 contre 7) par M. Mirambeau de Castillon-sur-Dordogne, aujourd'hui appelée Castillon-la-Bataille.
Pour "guider le frêle esquif à travers les premières difficultés", malgré les opposants à une présidence, une tendance se dessine pour créer un poste de responsabilité et le confier à Joseph Larran. La personnalité de ce riche minotier de Peyrehorade met tout le monde d'accord.
Au cours du mois de mars 1905, il devient donc le premier président de l'Aviron bayonnais. Et aussitôt, il commande à ses frais une yole de mer à quatre, neuve.
L'Aviron bayonnais s'envole définitivement vers la notoriété.
Rue des Cordeliers, les jeunes rameurs de l'Aviron bayonnais ont acquis la sympathie de leur entourage. Cela n'est pas suffisant. La crédibilité passe par les résultats.
À la fin du mois d'avril de cette année 1905, déjà une course de yole de mer à quatre, à Nice, apporte quelques encouragements. Mais le public bayonnais attend, avec une impatience non dissimulée, les régates de la Société Nautique. Elles ont lieu le 16 juillet.
Ce jour-là, on se bouscule sur les bords de l'Adour pour assister aux joutes entre la Société Nautique de Bayonne et l'Aviron bayonnais. On y rencontre le député Jules Legrand, le maire de la ville, Léo Pouzac et le sous-préfet Viguerie.
L'Aviron bayonnais ravit les premières places : en skiff avec Adolphe Bernard, en yole de mer à quatre avec Halcet, Laporte, Ohaco et Forgues, en quatre de pointe avec A. Bernard, Laporte, Bargeles et R. Bernard. Enfin, dans la course reine, le huit de l'Aviron sur le "ESSAYONS" devance le "MOUSSEROLLES" de la Société nautique. Un seul succès revient à l'aîné des clubs, en deux de pointe.
Alors, les pensionnaires de Mousserolles ne rêvent que de revanche. Elle se présente le 3 septembre lors des régates de l'Aviron bayonnais. Plusieurs milliers de personnes longent l'Adour et se massent à l'arrivée aux Allées Marines. Elles assistent encore à la victoire écrasante de l'Aviron bayonnais. En skiff, en yole de mer à quatre, en quatre de pointe juniors, en construction libre à deux rameurs et enfin en huit de pointe, les bleu et blanc s'imposent.
Pour parachever cette fantastique première saison, le 10 septembre à Arcachon, l'Aviron bayonnais, avec un peu de chance, remporte son premier titre de champion de France, en yole de mer à quatre avec l'équipage désormais célèbre Halcet, Laporte, Ohaco et Forgues.
L'Aviron bayonnais ajoute encore une ligne à ce palmarès prestigieux. Le 17 septembre à Saint-Sébastien, devant le roi Alphonse XIII, l'équipage champion de France enlève la Coupe du Roi.
L'année suivante, en yole de mer à quatre, l'Aviron bayonnais remporte à nouveau la Coupe du Roi d'Espagne, est finaliste du championnat de France et représente la France aux Jeux Pré-Olympiques d'Athènes de 1906.
En marge du sport unique pratiqué à "l'Aviron bayonnais" se développe dans la ville un nouveau jeu : le football-rugby. Bon nombre de rameurs s'y adonnent et les rencontres improvisées drainent un public dense.
Le président du club bleu et blanc réfléchit alors sur l'opportunité d'abriter les joueurs sous ses couleurs. Joseph Larran sait que ses rameurs ne seront pas tous les ans champions de France et que pour assurer l'avenir de l'Aviron bayonnais, il est nécessaire de l'ouvrir à d'autres activités. Mais Jean Nogues et Guillaume Lamothe craignent, l'un, les dépenses occasionnées par cette nouvelle activité, l'autre, la dispersion des rameurs sur les deux sports. Ils se rangent finalement à l'avis de leur président, et le conseil d'administration entérine la décision : l'Aviron bayonnais s'ouvre au football-rugby.
Le 8 octobre 1906, Jean Nogues commande le premier ballon et le manuel des règles. Le vendredi 14 septembre 1906 a lieu le premier entraînement.
L' officialisation de ce nouveau sport à Bayonne est, en fait, le fruit d'une dizaine d'années de pratique. Ses adeptes viennent du lycée de Garçons, installé à Marracq. Tous les jeudis et dimanches après-midi, au camp Saint-Léon, sur les glacis de la Porte d'Espagne, les lycéens s'adonnent à ce jeu bizarre, se passant un ballon aux courbes particulières. Ils ont été initiés par Pierre Fabre, né à Castets dans les Landes, qui en janvier 1897, à vingt ans, rejoint le lycée de Bayonne, ayant manqué la première partie de son baccalauréat au lycée Michel Montagne de Bordeaux.
Le Landais n'est toutefois pas resté inactif en Gironde. Il y a noué de solides amitiés, notamment avec un élève britannique épris de football-rugby.
Ainsi, dès son arrivée sur le plateau de Marracq, Pierre Fabre transmet sa passion. Les Bayonnais mordent. Dès les premiers mois de 1897, le XV du lycée de Bayonne est formé. Le rugby ne reste pas l'apanage des lycéens. La contagion gagne le collège Saint-Louis de Gonzague puis les jeunes gens de Bayonne qui sont, le plus souvent, les adversaires de choix du XV de Pierre Fabre au camp Saint-Léon.
Naît ainsi, la première équipe de rugby de Bayonne, celle des lycéens qui prend pour nom "Les Montagnards".
L'influence du pionnier s'étend jusqu'à Biarritz.
Les Frères Lafitte, élèves au lycée de Bayonne, contribueront à la création du "Biarritz Stade", en 1898, qui devient "Biarritz Olympique" en 1913, après sa fusion avec le "Biarritz Sporting Club".
Pierre Fabre s'installe à Paris en 1900 pour revenir au Pays Basque en 1960. 
Très rapidement, les lycéens de Marracq font des émules. À l'automne 1905, de jeunes Bayonnais créent un club de rugby "le Stade bayonnais" qui a son siège rue Lagréou. M. Mialet, commerçant, en est le président - trésorier - secrétaire.
Dans la région, les seuls adversaires qu'affronte le Stade bayonnais sont le Biarritz Stade et l'Aspremontoise de Peyrehorade.
Puis vient la journée-clé qui incite l'Aviron bayonnais à prendre sous son aile le Stade bayonnais. Elisseiry, grainetier de la rue Port-de-Suzeye, met sur pied le 10 juin 1906, un spectacle sportif fait de courses cyclistes, d'épreuves d'athlétisme et enfin, en apothéose d'une rencontre de rugby. Elle met aux prises le Stade bayonnais à une formation composée d'élèves du lycée de Marracq et du collège Saint-Louis de Gonzague. Le succès populaire est surprenant.
Le rugby prend désormais racine à Bayonne.
Des contacts se nouent avec un club proche de Cardiff, le Penarth Football Club, qui, en mars 1910, vient même sur la Côte Basque. Un an après, l'un de ses meilleurs éléments, Harry Owen Roe, accepte de poser, pour un temps, ses valises à Bayonne.

## Charte graphique

## Sections

### Aïkido
La section d'Aïkido de l'Aviron bayonnais a été créée en 1983. Depuis 2012, les cours ont lieu au dojo de la salle Lauga.
La section compte en juin 2024 un 6e DAN, deux 5e DAN, trois 4e, quatre 3e DAN, trois 2e et sept 1er DAN.

### Aviron

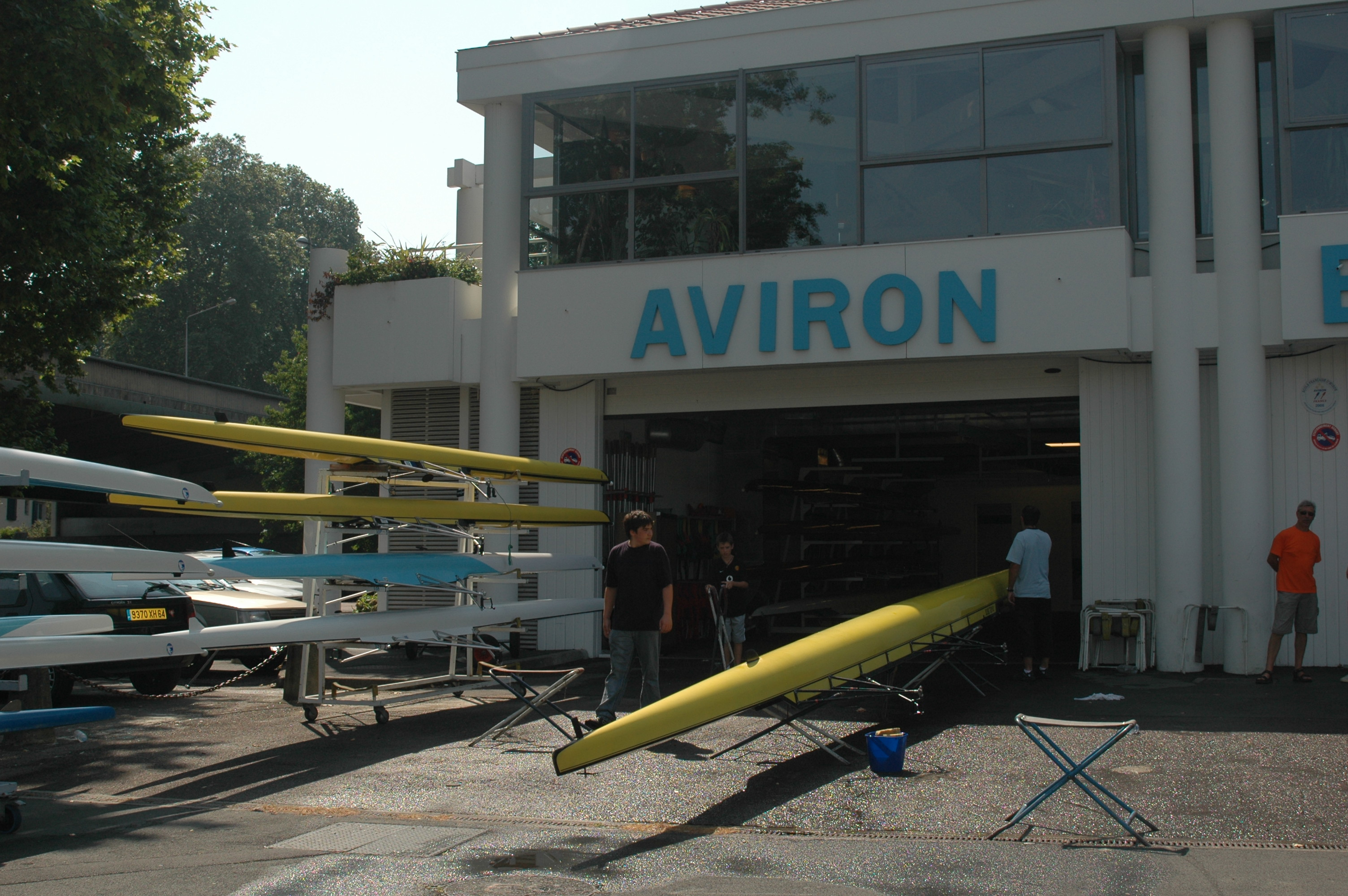
Aviron bayonnais, section aviron

### Basket-ball
Le basketball est introduit une première fois dans les années 1940 à l'Aviron bayonnais. L'équipe évolue en championnat de France excellence, avant de se mettre en sommeil en 1943. Un second départ intervient en 1960, l'équipe première gravit rapidement les échelons, parvient en quelques années en Excellence régionale mais échoue de peu à trois reprises pour l'accession en championnat de France. La section basket connaît alors une nouvelle période difficile au milieu des années 1970 sanctionnée par une rétrogradation en championnat départemental.
Le renouveau intervient au début des années 1980 avec la décision prise de faire porter l'effort sur la formation des jeunes. Cette volonté porte ses fruits et grâce à l'intégration des jeunes formés au club, l'équipe première accède, grâce à trois montées successives, à la division Excellence Régionale. Le départ de joueurs majeurs met fin à cette embellie mais la solidité des fondations permet à l'Aviron de conserver sa place au niveau régional et de revenir progressivement à son meilleur niveau en s'appuyant toujours sur le groupe de joueurs formés au club.  

### Échecs
La section est créée en 2017, par absorption du club bayonnais Côte Basque Échecs. 

### Football
L'Aviron bayonnais football club, abrégé en Aviron bayonnais FC, est un club de football français fondé en 1930, section du club omnisports. Le club évolue à domicile au stade Didier-Deschamps en National (troisième division française) lors de la saison 2010-2011. L'équipe première est entraînée par Alain Pochat.
Le palmarès du club comporte deux titres de champion de division d'honneur Aquitaine (1979 et 2002), un titre de champion de CFA2 (2003) et deux titres de champion de CFA (2004 et 2008), par ailleurs le club a atteint à les huitièmes de finale de la Coupe de France en 2004 (battu par le Paris SG).

### Handball
Dans la fin des années 60, le handball connaît une indéniable croissance en France. Cela n'a pas laissé indifférent l'inspecteur du service de la jeunesse et des sports départemental ainsi que le maire de Bayonne, Henri Grenet. La section voit donc le jour le 15 novembre 1968 lors d'une assemblée constitutive en présence d'une poignée de volontaires et de Maurice Celhay, président de l'Aviron bayonnais omnisports. Un an après sa naissance, le club comptait 36 membres. En 1983, la section lançait son école de hand (15 enfants inscrits). Deux ans plus tard, les "Ciel et Blanc" se retrouvaient en passe de franchir la barre symbolique des 100 licenciés (7 équipes).
Depuis le début des années 1990, l'équipe fanion du club est une équipe féminine. Cette dernière, après avoir été sacrée championne d'Aquitaine en 1989, accède au niveau national. L'Aviron bayonnais handball a connu sa première montée en Nationale 1 féminine en 2000. Après des rétrogradations en N2 puis en N3, le club va renouer avec l'élite amateur en 2016 avec une nouvelle génération de joueuses (Jennifer Roseti, Florence Amadou, Magalie Ricarrère).
L'Aviron bayonnais handball a également organisé de nombreuses rencontres de prestige au sein du Palais des sports de Lauga. En 2004, le club accueille l'équipe de France féminine juste après son titre mondial et quelques jours avant les Jeux Olympiques d'Athènes. Les Bleues ont rencontré la Hongrie dans un remake de la finale des championnats du monde en décembre 2003. Le Brésil a également affronté le Danemark. En mars 2018, l'AB Handball a une nouvelle fois reçu les Bleues, surnommées depuis les Femmes de Défi, quelques mois après le deuxième titre planétaire. Le club a co-organisé le match amical face au Brésil avec la Ligue Nouvelle-Aquitaine et le Comité Handball 64.
Forte de 23 équipes féminines, masculines ou mixtes (seniors, jeunes, école de handball, loisir), l'Aviron bayonnais handball comptabilisait près de 330 licenciés lors de la saison 2017-2018.

### Rugby à XV

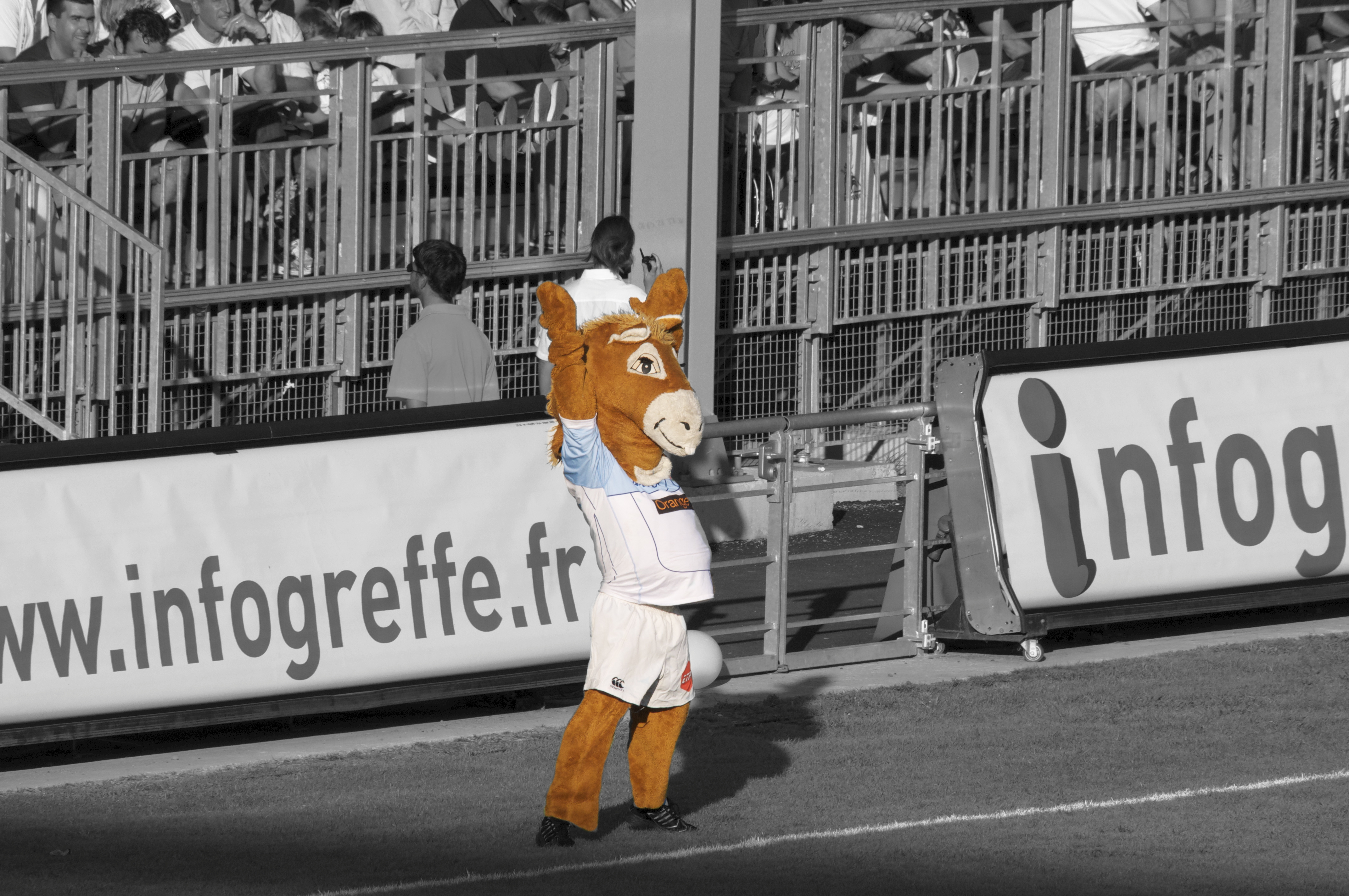
Pottoka, la mascotte de l'Aviron bayonnais rugby pro.

L'Aviron bayonnais rugby pro est la section rugby du club. Triple champion de France en 1913, 1934 et 1943, l'équipe participe pour la saison 2015-2016 au Pro D2. En mai 2019 le club est sacré Champion de France de Pro D2 et retrouve donc l'élite du rugby français.